# 蒲田行進曲
『蒲田行進曲』（かまたこうしんきょく）は、つかこうへい作・演出の日本の戯曲。また、それをもとにした小説および映画、テレビドラマ作品。

## 概要
『熱海殺人事件』『いつも心に太陽を（後に『ロマンス』と改題）』等と並ぶつかこうへいの代表作の一つ。「新選組」の撮影真っ最中の京都の映画撮影所が舞台。土方歳三役の俳優・倉岡銀四郎（銀ちゃん）を中心に繰り広げられる、人間味溢れる活劇。クライマックスシーンの10メートルの高さの階段から転がり落ちる「階段落ち」は圧巻。
1980年（昭和55年）、第15回紀伊國屋演劇賞を受賞。後に小説化、映画化され、小説は第86回直木賞受賞、映画は第6回日本アカデミー賞をはじめ映画界の各賞を多数受賞した。
また、続編として『蒲田行進曲完結編〜銀ちゃんが逝く』が製作された。

## あらすじ
東映京都撮影所は、5年に1度の大作「新選組」の撮影に沸いていた。何といってもそのウリは、撮影所自慢の高さ十数メートルの樫の木の大階段で撮影するダイナミックなクライマックスである。池田屋に討ち入った新撰組隊士が、スタントを担当する“大部屋”役者を大階段の上から斬りおとし、壮絶に落下して行くその様を大迫力で映し出して映画を締めくくる、いわゆる『階段落ち』である。
もちろん、落とされた役者はただではすまない。軽くて半身不随、重ければ死亡という多大なリスクが付きまとう。しかし、撮影所の大部屋にすし詰めにされて日々を過ごす大部屋役者達が、それと引き換えに1日だけスターになれるのが、この映画だった。
この年、土方歳三役でその主役を張るのは倉岡銀四郎だった。彼には、自分を「銀ちゃん」と呼んで慕うヤスという大部屋役者がついていた。2人は、スターと大部屋という奇妙な組み合わせでありながら、それ以上に奇妙な関係を持っていた。銀四郎の恋人であり、その子を身ごもった女優・水原小夏を、彼は出世のためにヤスに押し付けたのだ。
妻の腹の中にいるのが自らの子ではないと知りながら、夫となったヤスは大部屋として危険な役をこなしてお産の費用を出そうとする。結婚してからも銀ちゃんに惚れ込んでいた小夏の心は、子供の父親として頑張るヤスへと次第に移って行く。が、そこに、小夏が自分にとってもっとも大事な女性だと気づいた銀四郎が戻ってくる。

## 登場人物
以下の配役は、1982年の角川＋松竹映画 / 1980年の初演時 / 1983年のTBSテレビドラマ の順
- 小夏：松坂慶子 / 根岸とし江 / 大原麗子
- 銀四郎：風間杜夫※ / 加藤健一 / 沖雅也
- ヤス：平田満※ / 柄本明 / 柄本明
- 朋子：高見知佳
- 橘：原田大二郎
- 監督：蟹江敬三 / 平田満 / 斉藤晴彦
- トクさん：岡本麗※
- 山田：汐路章
- トメ：榎木兵衛
- 太：高野嗣郎※
- 大部屋Ａ：石丸謙二郎※
- 勇二：萩原流行※
- マコト：酒井敏也※
- 助監督：清水昭博
- カメラマン：佐藤晟也
- ヤスの母：清川虹子

※印はつかこうへい事務所出演俳優で、原作公演にも、映画版にも出演していた俳優。

## 書誌情報
蒲田行進曲
蒲田行進曲：戯曲 つかこうへい新作集（1982年4月21日、角川書店、ISBN 9784048760119）
銀ちゃんが逝く
つかこうへい傑作選 1（1994年11月、メディアファクトリー、ISBN 9784889913279）

## 舞台上演

### つか演出舞台作品
1980年（昭和55年）11月、つか主宰の劇団つかこうへい事務所によって紀伊國屋ホールで初演された。翌1981年12月に再演し、この時の演題は「銀ちゃんのこと」であった。つかは1982年（昭和57年）に一旦演劇活動を休止し、劇団を解散するが、解散公演では本作が再演された。その後も1999年（平成11年）、2000年（平成12年）、2006年（平成18年）とたびたびキャストを変えて上演されている。
また、1994年（平成6年）には続編となる『蒲田行進曲 完結編 銀ちゃんが逝く』が初演された。
|        | 1980年（初演） | 1981年（再演） | 1982年 (つかこうへい事務所解散公演) | 1999年・2000年 | 2006年       |
| ------ | -------------- | -------------- | ----------------------------------- | -------------- | ------------ |
| 銀四郎 | 加藤健一       | 風間杜夫       | 加藤健一（前半） 風間杜夫（後半）   | 錦織一清       | 錦織一清     |
| 小夏   | 根岸季衣       | 根岸季衣       | 根岸季衣                            | 小西真奈美     | 黒谷友香     |
| ヤス   | 柄本明         | 柄本明         | 平田満                              | 草彅剛         | 風間俊介     |
| 中村屋 | ?              | ?              | ?                                   | ?              | 佐藤アツヒロ |

### 劇団☆新感線
いのうえひでのりの演出で劇団☆新感線が1983年5月13日-15日に大阪阪急ファイブ・オレンジルームで上演。
キャスト
白石恭子、岡本康子、猪上秀徳、枯暮修、渡辺いっけい、筧十三、坂本ゼンジ、ジャンキー鈴木、坂本チラノ　ほか

### 宝塚版
『銀ちゃんの恋』と題し石田昌也の潤色・演出で、宝塚歌劇団により宝塚バージョンとして1996年（平成8年）に初演。

## 小説
劇作品の上演用戯曲をつかこうへい自身が小説化した作品。初出は『野性時代』1981年（昭和56年）10月号発表の「銀ちゃんのこと」。『蒲田行進曲』と改題、加筆の上、同年11月に単行本化され、1982年（昭和57年）1月には第86回直木賞を受賞した。
なお、直木賞の選評で選考委員の一人五木寛之は『蒲田行進曲』が天皇制と身分差別についての影絵文学であることを見抜いていると、つか自身がその著書で述べている。
1987年（昭和62年）6月には、続編となる『銀ちゃんが、ゆく 蒲田行進曲完結篇』が刊行されている。

### 書誌情報（小説）
蒲田行進曲
- 蒲田行進曲（1982年2月4日、角川書店、ISBN 9784048723312）
- 蒲田行進曲（1982年8月13日、角川文庫、ISBN 9784041422076）

銀ちゃんが、ゆく 蒲田行進曲完結篇
- 銀ちゃんが、ゆく 蒲田行進曲完結篇（1987年6月22日、角川書店、ISBN 9784048724661）

## 映画
戯曲をつかこうへい自身が映画向けに脚色し、深作欣二が監督した映画作品。1982年（昭和57年）に松竹と角川春樹事務所が共同製作した、いわゆる角川映画として松竹系で公開された。同時上映は『この子の七つのお祝いに』。TBSは製作に名前を連ねていないが、当時、出資するはずの松竹に金がなく、資金不足を補うため、完成前に角川春樹がTBSの映画部に「必ずこの映画は成功するから、俺の信用でお金を出してくれ」と放送権を売って、放送権料という形で3億円を出資している。

### キャスト
小夏（水原小夏）
演 - 松坂慶子
10年前に映画で主演を張っていたが現在は売れなくなった女優。現在は女優の仕事自体はほとんどない様子だが、時々撮影所に訪れることがあるため、スタッフや俳優たちとも顔なじみ。物事を勝手に決めてしまう銀四郎の言動に振り回されそのたびに傷つけられるが、彼を愛する気持ちが強い。銀四郎の子を宿し妊娠4ヶ月の身体で彼に命じられてヤスと結婚した後は、主婦となり夫婦生活が上手くいくように夫を支える。恋愛においては男に尽くすタイプで、好きな男のために何かをしてあげたいという思いが強い。家事全般が得意。
銀四郎（倉岡銀四郎）
演 - 風間杜夫
スター俳優で、小夏の恋人。周りから『銀ちゃん』と呼ばれている。仕事場ではヤスたち数人の大部屋の役者を従えて威張っている。プライドが高く豪快で手荒い性格で日常的に傍若無人に振る舞うが、意外と打たれ弱い所がある。小夏からはその性格を「純粋過ぎて子供がそのまま大人になったような人」と評されている。また、普段から声が大きくべらんめえ口調のような話し方と大げさな芝居臭い表現を用いるのが特徴。見た目に違わず私服は派手な物を好み、愛車のキャデラックの車体にもステッカーを貼りまくっている。ただし車の免許は持っていない。
ヤス（村岡安治）
演 - 平田満
大部屋俳優。銀四郎の舎弟的存在。本名は村岡安次。10年間売れない役者をしながら、仕事場での銀四郎の世話をする生活をしている。銀四郎をかなり慕っているが、彼が思いつきで色々と命じるため気苦労が絶えない。真面目で健気で役者の仕事にひたむきな性格だが、銀四郎との生活で愛想笑いが癖づいている。ジェームス・ディーンに憧れており自宅アパートの壁にポスターを貼っている。元々女優としての小夏のファン。ほどなくして銀四郎の子を妊娠中の小夏と結婚した後は、斬られ役の端役やスタント役などの一役数千円のバイトで日銭を稼ぐ。
朋子
演 - 高見知佳
銀四郎ファンの若い娘。愛車は赤の二代目日産・フェアレディZ。初めて銀四郎に会った時に右太ももにサインをしてもらったことがきっかけでその後付き合い出す。元気で明るいが早口で喋りまくる。小夏とは違い家事は苦手。スティービー・ワンダーのファン。
橘
演 - 原田大二郎
映画やテレビで活躍する人気俳優。劇中劇では新撰組と敵対する坂本龍馬役を演じる。仕事場では銀四郎とお互いにライバル視しており、どちらが撮影時の顔のアップの数が多いかなどを張り合っている。
監督
演 - 蟹江敬三
銀四郎から橘に媚びを売っていると思われている。冒頭で映画の見せ場であるラストシーンの階段落ちが危険なため、階段落ちの役をやりたがる役者もおらず中止になったことを残念がる。
トクさん
演 - 岡本麗
作中の撮影所の床山（とこやま）。小夏と親しくしており、彼女にヤスとの結婚について助言する。
山田
演 - 汐路章
俳優会館の前で、大部屋俳優たちを集めてスタント要員を募集するキャスティングプロデューサー。尚、演じた汐路はヤスのモデルで階段落ちのシーンは、つかが彼に取材した談話に基づいている。
銀四郎の舎弟たち
演 - トメ（榎木兵衛）、勇二（萩原流行）マコト（酒井敏也）
ヤスと同じく大部屋俳優で、仕事場で銀四郎に付いて身の回りの世話をしている。皆一様に、日常的に銀四郎に好き勝手なことを命じられてその都度戸惑いながらも、何とか要望を聞き入れており慕っている。ヤスとの仲間意識も強く、彼が階段落ちをやろうとした時に心配して皆で必死に辞めさせようとする。
大部屋A
演 - 石丸謙二郎
撮影所の社員。本社や劇場の上役が撮影現場に訪れた時に対応し、階段落ちで使われる階段について説明する。
助監督
演 - 清水昭博
ヤスの母
演 - 清川虹子
熊本県人吉市の山に囲まれた町で暮らす。ヤスが小夏と結婚することになり、地元住民と共に熱烈に歓迎する。ヤスの性格を熟知しており、小夏に夫婦として添い遂げて欲しいと伝える。
千葉真一
演 - 千葉真一（友情出演・本人役）
ヤスがビルから落下するスタントシーンを演じる劇中劇の現代劇で、敵に向かって機関銃を撃ちまくる役で登場。
真田広之
演 - 真田広之（友情出演・本人役）
ヤスが斬られ役として出演する劇中劇の時代劇で、連獅子のような格好でなぎなたを用いて殺陣を披露する。
志穂美悦子
演 - 志穂美悦子（友情出演・本人役）
ヤスが斬られ役として出演する劇中劇の時代劇で、姫役として敵と対峙して華麗な殺陣を披露する。

### スタッフ
- 監督：深作欣二
- 製作者：角川春樹
- 企画：松竹映像
- 原作・脚本：つかこうへい
- 音楽：甲斐正人
- 題字：和田誠
- 撮影：北坂清
- 美術：高橋章
- 録音：平井清重
- 整音：荒川輝彦
- 照明：海地栄
- 編集：市田勇
- 助監督：比嘉一郎
- 背景：西村三郎
- 技斗：菅原俊夫、上野隆三、三好郁夫
- スタント指導：西本良治郎（ジャパン・アクション・クラブ）
- スタント：猿渡幸太郎（ジャパン・アクション・クラブ）
- 現像：東洋現像所
- プロデューサー：佐藤雅夫（東映）、斎藤一重（東映）、小坂一雄（松竹映像）

### 主題歌・挿入曲
主題歌
- 中村雅俊、桑田佳祐「恋人も濡れる街角」[5][6]

ヤスが小夏と暮らし始めるシーンなどで使われている。
挿入歌
- 松坂慶子・風間杜夫・平田満「蒲田行進曲」

オープニングとエンディングで流れる以外に、ヤスが帰郷して地元住民から歓迎されるシーンで吹奏楽部の学生たちにより演奏されている。

### 製作

#### 企画
舞台の段階から各社で映画化の争奪戦があり、企画は東映プロデューサー・佐藤雅夫と書かれた文献もある。深作は「東映の撮影所をモデルにしているみたいなこともあって、東映のプロデューサーが企画会議に出したらしいんです。ああいう楽屋オチなので通らなかったんです」と証言している。つかこうへいが自ら監督してフジテレビ資本で映画化するという構想が最初だったが、往年の松竹蒲田をタイトルにした作品とあって、松竹ではこれを他社でやられては会社のメンツに関わると、執拗に映画化権獲得に動いた。当時の松竹副社長・奥山融は、親しい証券会社の会長から原作を教えてもらい、普段は本は読まないが、読むと面白くてすぐに松竹のプロデューサーに映画化権を獲れ、と至上命令を出した述べている。自身でも直接角川を口説きに行ったら、角川から自分で監督すると言われ、この時点では監督は深作ではなく角川だったと証言している。つかは『蒲田行進曲』の映画化より1982年の大晦日にテレビ東京が紅白歌合戦にぶつける『つか版・忠臣蔵』を製作することに賭けていて、出版元の角川書店が、この番組の大手スポンサーに付くことと引き換えに、つかから『蒲田行進曲』の映画化権を取った。角川春樹は仲の良い東映社長の岡田茂に東映での映画化を提案したが、岡田から「楽屋オチの話なんて誰が見るのか」と断られた。これを聞いた松竹が角川に猛アタックし、角川から、企画、製作、宣伝もすべて角川方式にするという条件を飲まされ、映画化権を得た。東映に顔の利く角川が原作の舞台になっている東映京都の太秦撮影所を使うことを決めた。
当時の日本映画界を席捲していた角川映画とやっと念願の提携を果たした松竹であったが、撮影は松竹の撮影所でなく、あえて東映の京都撮影所で撮影するという異例の試みが取られた。弱体化したにっかつが、東宝配給のホリプロ映画や東映配給の角川映画に撮影所をレンタルした例はあるが、本作では松竹は配給だけでなく共同製作会社であり、メジャー映画会社同士で他社の作品を撮影するのは、映画界始まって以来の珍事。監督も東映出身の深作欣二であり、こうしたねじれがあったせいで最初は東映側、松竹側の双方で軋轢があったという。もともと『蒲田行進曲』は松竹の蒲田撮影所を舞台としているものの、つかこうへいは東映京都撮影所の大部屋俳優である汐路章の階段落ちの逸話をテレビ『徹子の部屋』で汐路が語ったことで知り、モデルに執筆したものであり、実際は時代劇全盛期の東映京都の話として描かれている。撮影時の東映京都撮影所の所長だった高岩淡は、劇中の「銀ちゃん」は東映の「錦ちゃん」こと中村錦之助（萬屋錦之介）をイメージしたようだと語っている。

#### 監督
深作欣二は1981年の『青春の門』撮影後に、松坂慶子主演・野上龍雄脚本で、五木寛之原作の『朱鷺の墓』を映画化したいと松竹の織田明プロデューサーに要請し、金沢のシナハンも終え、カナダロケの段取りをつけるなど、かなり製作が進んだ段階で、深作と野上が『朱鷺の墓』の製作中止を織田に申し出た。後処理の難航で、松竹はかなりの損害を被ることが予想されたため、織田が二人に代替案を要求し、野上が『魚影の群れ』を、深作が田辺聖子原作の『休暇は終わった』と松竹が企画として挙げていた本作『蒲田行進曲』を出していた。
深作は『道頓堀川』の製作が決定するかどうかのタイミングで、同作の音楽が難しかったことから、当時親しい付き合いが始まっていた角川春樹に、「『道頓堀川』の音楽プロデューサーをやってくれないか」と頼みに行った。しかし角川から「私は映画プロデューサーだから、やっぱり映画プロデューサーとして勝負させてくれ」と断わられた。ちょうど『蒲田行進曲』が第86回直木賞を受賞したころで、角川が盛んに「つかこうへい」「つかこうへい」と言い、深作は『蒲田行進曲』を読んでなかったため、角川から「不勉強です。すぐ読んでください」「これは東映京都撮影所そのままのピラニア軍団生き写しみたいなドラマだから、絶対読んでください」「もし良かったら、すぐ映画化の運びに私どもで段取りつけるから」などと口説かれ、電光石火、角川から『蒲田行進曲』の監督オファーを受けたと証言している。深作の監督就任で製作が一気に進んだ。

#### 脚本
原作者のつかこうへいが第1稿を書くも、深作と揉め、最終稿に至るまで大幅に修正させられたが、それを書籍化すれば売れると踏んだ製作者の角川春樹が、自社のレーベル『シナリオ文庫』で、揉めた経緯を含め顛末を、つかと深作の討議付きで文庫化している。

#### キャスティング
松竹配役作品ということで、まずヒロインの小夏に松坂慶子が起用された。銀四郎とヤスについては難航し、つかは自身の劇団の役者を使うよう主張したが、深作の意向を汲んだプロデューサーの角川の提案で、松田優作に銀四郎役の出演依頼がなされたが、松田は辞退した。つかと深作は、その後も役者の選定で口論を繰り返し、スケジュールに余裕がなくなった。この事態にプロデューサーの角川は堪忍袋の緒が切れ、「おまえら、ガタガタ言ってんだったらもうこの企画はやめだ！」と席を蹴って自宅へ帰ってしまった。つかと深作は話し合いの末に「角川さんを宥めよう」と、真夜中に二人揃って角川を懐柔に訪れた。結果、ヒロインは深作の意向が反映されたので、つか作品の舞台に数多く出演していた風間杜夫と平田満が主役に起用され、結果的に2人の出世作となった。風間が深作に指名されたのは撮影直前のことだった。松竹の幹部は風間も平田も知らなかった。また、映画でキャリアのない平田に対して深作は「舞台のままにやってくれたらいい」と気遣ってくれたという。

#### 撮影
有名な"階段落ち"の階段は、芝居では階段のセットはなしで上演されたが、映画では実際に階段落ちをやった。東映京都スタジオに高さ約8m、35段の階段セットを組み、1982年8月13日に撮影が行われた。スタントも最初は平田満自身がやる予定だったが、舞台も控えていて深作が「ケガはさせられない」と言ったため、平田には上から6段だけ落ちてもらい、以降の29段はJAC所属の猿渡幸太郎がやった。階段のへりにゴムをはり、ウエットスーツを着てのスタントであった。
京都ロケでは、当時中学生だった桧山進次郎がセリフなしのエキストラとして出演していたが、本人によると「そのシーンはカットされた」とのこと。
松竹セントラルであった試写会に岡田茂も訪れ、奥山融松竹副社長に「あれは楽屋オチの話だからなあ、しかしよく出来ている」と言ったという。奥山は「よく東映が自分のところの撮影所で撮らせてくれたものだとつくづく思いました」と述べている。深作は「デビュー当時、岡田茂にいわれた映画の三要素"泣く、笑う、（手に汗を）にぎる"の三拍子が揃った」と自負した。
DVDに収録されている特典映像には、撮影風景やカットされた没シーン、銀ちゃんが舎弟とすき焼きを食べてその伝票に驚くシーンや、廃墟ホテルでスタントマンがマットの上へ落ちるシーン等が収録されている。

### 作品の評価

#### 興行成績
上述の通り、岡田茂は角川に「ヒットしない」と言ったが、配給収入は17億6000万円と大ヒットを記録。アンコール上映も行われた。それまで角川映画は大量宣伝によりヒットしていた一方で、話題先行で質が伴わないという風評があったが、本作によってようやく作品的にも評価されるようになり、第6回日本アカデミー賞、第25回ブルーリボン賞作品賞、監督賞等、映画界の各賞を多数受賞した。大量の宣伝スポットによりヒットしてきた角川映画において、口コミ中心で面白さが伝わり大ヒットしたことも角川映画としては異例であった。

#### 受賞歴
- 第56回キネマ旬報：日本映画ベスト・テン第1位、読者選出日本映画ベスト・テン第1位、日本映画監督賞、脚本賞、主演女優賞、助演男優賞（平田満）、読者選出日本映画監督賞
- 第37回毎日映画コンクール：日本映画大賞、監督賞、女優演技賞、美術賞、日本映画ファン賞[35]
- 第25回ブルーリボン賞：作品賞、監督賞
- 第7回報知映画賞：作品賞、主演男優賞（平田満）
- 第4回ヨコハマ映画祭：日本映画ベスト10・第2位、助演男優賞（平田満）
- 第6回日本アカデミー賞：最優秀作品賞、最優秀監督賞、最優秀脚本賞、最優秀主演男優賞（平田満）、最優秀主演女優賞（松坂慶子）、最優秀助演男優賞（風間杜夫）、最優秀音楽賞、新人俳優賞（平田満）
- 第26回三浦賞

#### 影響
松竹の野村芳太郎と山田洋次は、自分たち松竹映画の過去を象徴する「蒲田行進曲」というタイトルの映画を東映出身の深作に撮られたことに憤り、4年後の1986年に自らプロデューサーとして映画『キネマの天地』を企画した。蒲田撮影所時代を経験している松竹のカメラマンだった厚田雄春は、『蒲田行進曲』『キネマの天地』のどちらも蒲田撮影所の当時の雰囲気が出ておらず、それは無理もないとしながらもやっぱり物足りないと評している。
1984年1月2日の『新春スターかくし芸大会』（フジテレビ系）では、『市ヶ谷行進曲』というタイトルで本作のパロディコントが放送された。主役はヤスで、ヤス役は西城秀樹が演じ、クライマックスの大階段落ちシーンでは、高さ6メートルの階段をスタントマンなしで、実際に西城が転げ落ちた。

### 関連商品

#### シナリオ
- つかこうへい『シナリオ蒲田行進曲』（1982年9月30日、角川文庫、ISBN 9784041422991）

## テレビドラマ

### 蒲田行進曲（1983年）
『決定版!蒲田行進曲』と題して、TBSの『日立テレビシティ』にて、1983年6月22日に前編、6月29日に後編と、2回に分けて放送されたテレビドラマ。銀四郎役の沖雅也が6月28日に飛び降り自殺したことから、翌日の後編の放送分は話題となった。

#### キャスト
- 小夏 - 大原麗子
- 銀四郎 - 沖雅也
- ヤス - 柄本明
- 美保純
- 川島なお美
- 岡本麗
- 有馬稲子
- 尾美としのり
- 高松英郎
- 小野武彦
- 野村昭子
- 斎藤晴彦
- 萩原流行
- 酒井敏也
- 不破万作
- 南部寅太

#### スタッフ
- 演出：つかこうへい、赤地偉史
- 原作・脚本：つかこうへい
- 音楽：大津あきら（編曲：戸塚修）
- 挿入曲：「このままで（LOVE ID FADING）」　カルメン・マキ＆5X
- 題字：和田誠
- 技斗：國井正廣
- 制作協力：東映東京撮影所
- プロデューサー：大山勝美、市川哲夫、峰岸進

| TBS系列 日立テレビシティ                       | TBS系列 日立テレビシティ               | TBS系列 日立テレビシティ                |
| 前番組                                         | 番組名                                 | 次番組                                  |
| ---------------------------------------------- | -------------------------------------- | --------------------------------------- |
| 大反響! 知って得する血液型大研究 （1983.6.15） | 決定版!蒲田行進曲 （1983.6.22 - 6.29） | 豪快! アラスカ巨大魚に挑戦 （1983.7.6） |

### 続・蒲田行進曲 銀ちゃんが行く（1991年）
TBS、1991年年末ドラマスペシャル。12月30日（月曜日）に放送。放送時間は21:00 - 22:54（この枠は『月曜ドラマスペシャル』枠だが、本作は『月曜ドラマ〜』扱いはされない）。

#### キャスト
- 銀四郎 - 石橋貴明（とんねるず）
- ヤス - 木梨憲武（とんねるず）
- 小夏 - 南果歩
- 西岡徳馬
- 安達祐実
- 佐野史郎
- 原田芳雄
- 真田広之
- 山崎銀之丞
- 樋渡真司

#### スタッフ
- 原作 - つかこうへい
- 脚本 - つかこうへい
- 演出 - 伊藤輝夫
- 制作 - TBS、IVSテレビ制作